# Зозів (Вінницький район)
Зо́зів — село в Україні, у Липовецькій міській громаді Вінницького району Вінницької області. Населення становить 1883 особи. Біля села бере початок річка Соб та протікає річка Пастушенко.

## Історія
Перше поселення у верхів'ях річки Соб археологи датують ще початком нашої ери, але близькість до зручного для кочівників Чорного шляху на вододілі басейнів Дніпра та Південного Бугу не давала змогу землеробам мирно обробляти тутешні чорноземи.
Перша письмова згадка про населений пункт з назвою Дчозів припадає на 10 грудня 1518 р., коли С. Кошка купив це село в А. Бушминського. Про спустошливі татарські напади розповідають легенди, та й письмова згадка про Зозів 1552 року не випадково називає його «пустим селищем». Він фіксується як пристановисько болохівців — попередників козацтва, яке в цей час формується у верхів'ях Собу.
Надалі козаки-болохівці потрапили в кабалу землевласників Кошчичів. У 1586 році вони спродали це «пусте селище» князю Янушу Острозькому, за якого управляли старости Ердан, Доманевський та інші. Новозаселений Зозів у 1622 році згадується як «наново фундований». Був він у ті часи вже містечком, яке нараховувало 240 домів і мало замок.
У період Визвольної війни під проводом Богдана Хмельницького місцевість належала до Липовецької сотні Кальницького (Вінницького) полку. Серед її козаків були і зозівчани (наприклад, Гордій Жодзовський, себто Зозівський). Нечисленна сторожа замку не могла вберегти містечко як від кримського хана, так і від походу 1653 р. польського гетьмана Стефана Чарнецького. Вже наступного року «Чюзов» згадується у числі «пустих городов» Вінницького полку і майже століття занепадає.
У XVII—XVIII ст. поселення належало знатним польським магнатам Домініку Заславському, князям Сангушкам, Любомирським, судді Михайлу Грохольському.
У 1745 році була закладена церква Втілення Ісуса Христа (пізніше — Преображення Господнього), яка на всю округу славилася чудотворною іконою Діви Марії. У третій чверті століття, при великій кількості народу здійснювали службу Божу священнослужителі Андрій Григорович, Василь Шумилевич, Іоанн Дятолович. З 1780 року при Зозівській церкві утворили духовний суд для всіх деканатів Брацлавської єпархії греко-католицької церкви, а з 1783 року офіціалом (главою митрополичого уряду) призначений зозівський парох Іван Любинський.
Місцевий колгосп «Україна» обробляє 4533 га землі, у т. ч. 3575 га орної. Господарство — багатогалузеве. В селі міститься цех художньо-декоративної вишивки Вінницької фабрики ім. Шевченка. Вироби цеху експонувалися на міжнародних виставках — 1960 року в Канаді і 1961 року в Парижі.
12 червня 2020 року, розпорядженням Кабінету Міністрів України № 707-р «Про визначення адміністративних центрів та затвердження територій територіальних громад Вінницької області», увійшло до складу Липовецької міської громади.
19 липня 2020 року, в результаті адміністративно-територіальної реформи та ліквідації Липовецького району, село увійшло до складу Вінницького району.

## Освіта
У селі працює Зозівський ліцей Липовецької міської ради Вінницької області  та  Зозівський професійний аграрний ліцей Вінницької області .

## Пам'ятки
- Братська могила воїнів загиблих у боях за с. Зозів.

## Герб села
На гербі села зображений дзвін, що вписаний в зображення зубчастої шестерні — символу села, що пишається своїм профтехучилищем. Дзвін — це пам'ять про події, коли дзвін бив на сполох про нашестя монголо-татар. Той тривожний «созив» з роками трансформувався у сучасне звучання назви села.

## Відомі уродженці
Народились
- Гаврилюк-Вдовиченко Максим Іванович — український поет, учасник національно-визвольних змагань українського народу, воював у армії С.Петлюри.
- Клименко Сергій Васильович — Герой Радянського Союзу
- Омельченко Олександр Олександрович — міський голова Києва
- Рабенчук Володимир Семенович[5] — поет, прозаїк, кінодраматург
- Шеренговий Олекса Гнатович (1943—2008) — український поет, письменник, публіцист, лауреат Міжнародної літературної премії імені Олеся Гончара.
- Дишлов Петро Володимирович  народився 17 лютого 1978 р. в селі Зозів на Вінниччині.  За своє коротке яскраве життя Петро Володимирович заслужив повагу та авторитет серед жителів села Вербівка, як голова сільської громади, а згодом – староста відповідного старостату.  З перших днів широкомасштабного вторгнення, він у числі захисників- земляків був мобілізований і неодноразово рятував життя поранених бійців, оскільки за професією був фельдшером.    16 травня 2022 року наша Липовецька громада і Україна втратила свого вірного сина, справжнього патріота своєї Батьківщини.

## Галерея

Меморіал воїнам Німецько-радянської війни
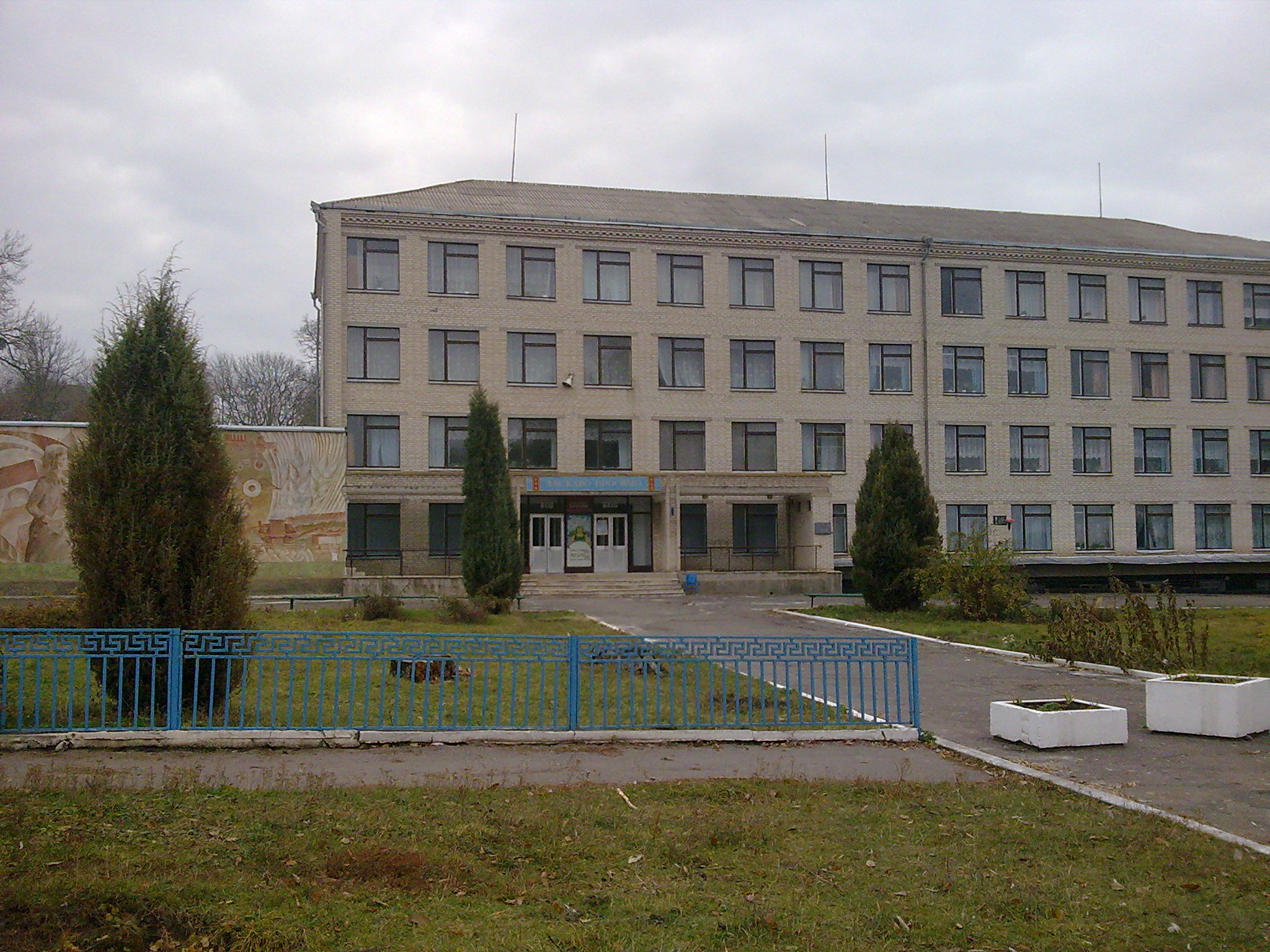
Зозівський професійний аграрний ліцей Вінницької області
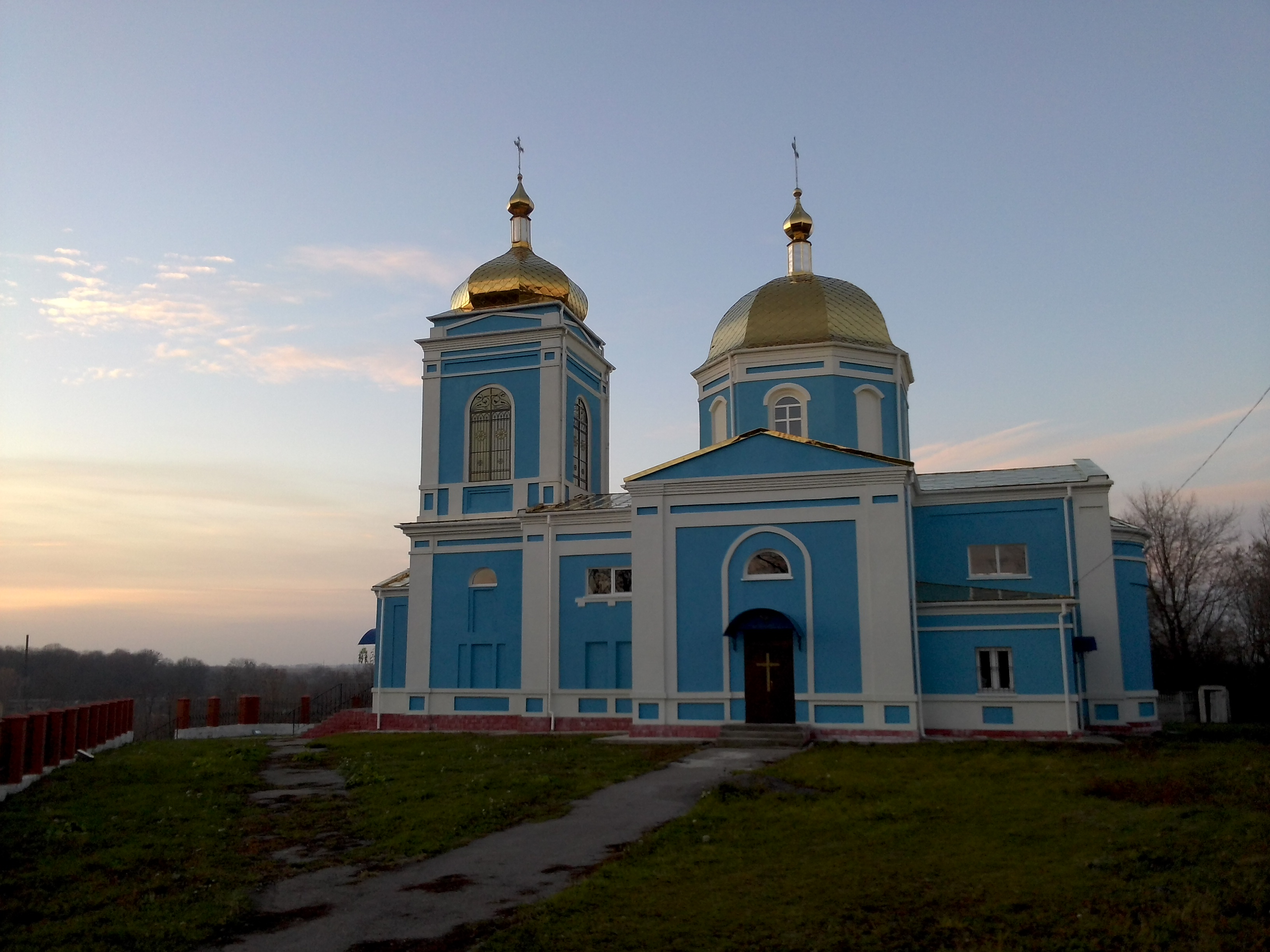
Церква
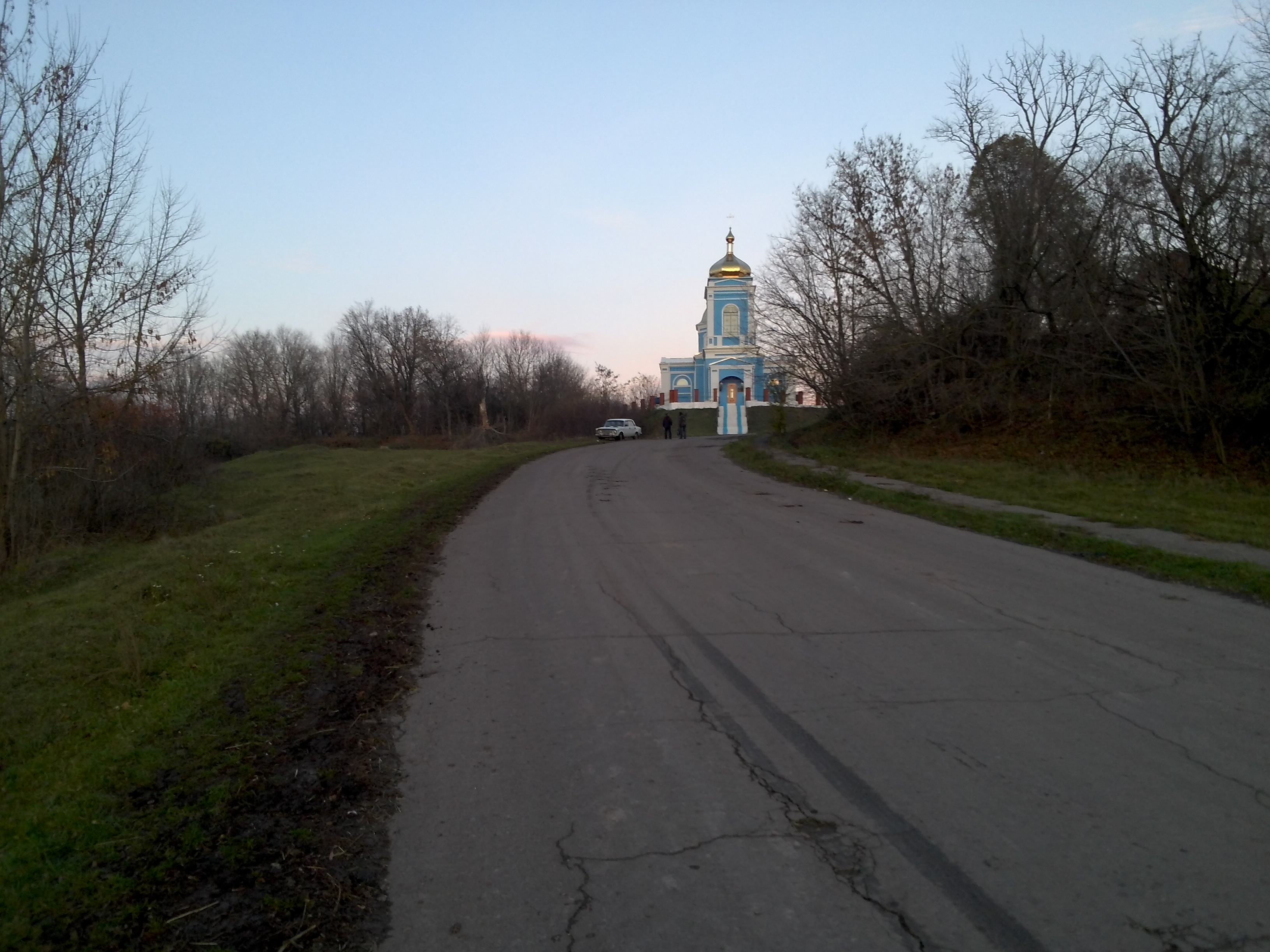
Дорога до церкви
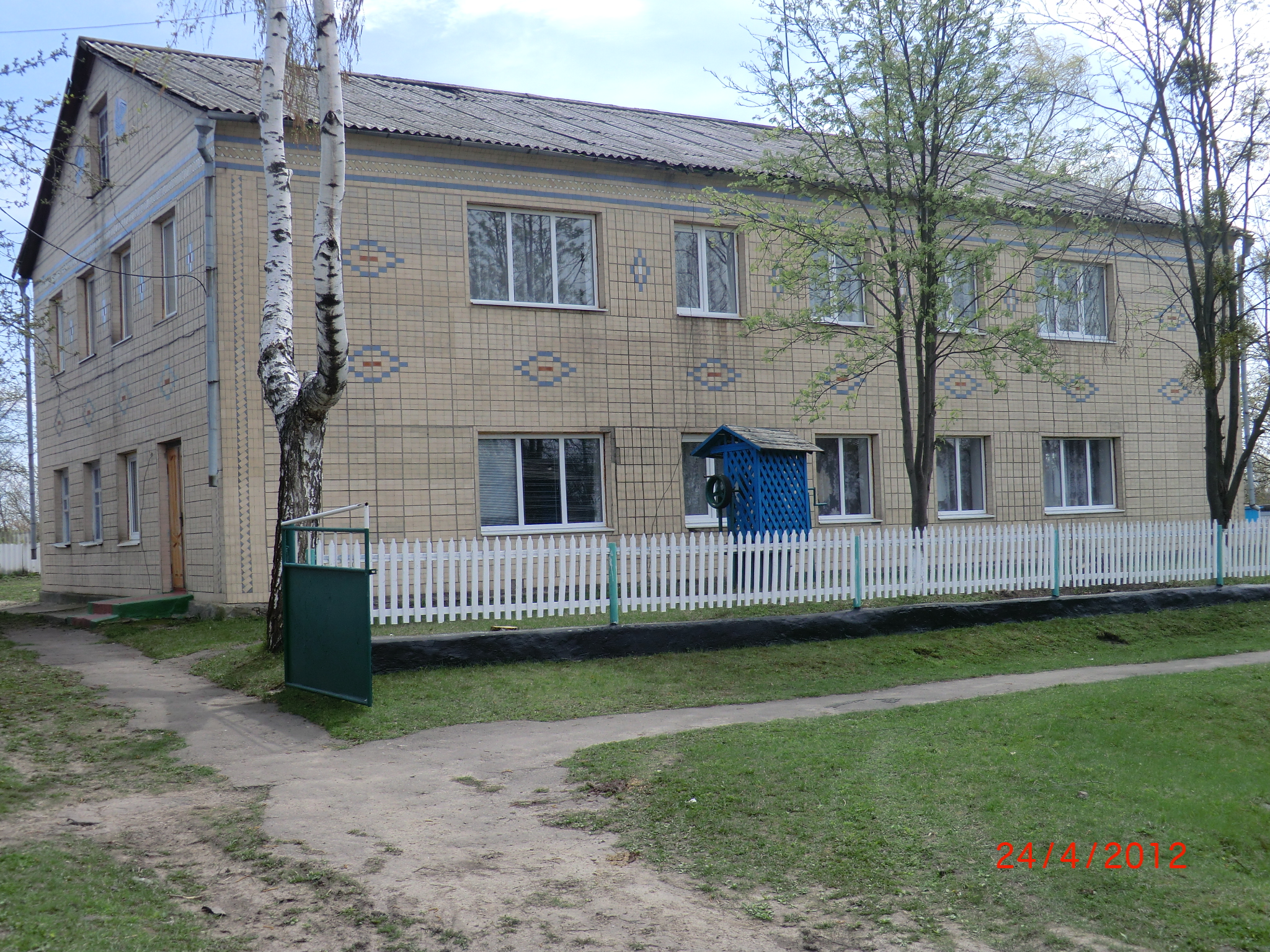
Дитячий садок
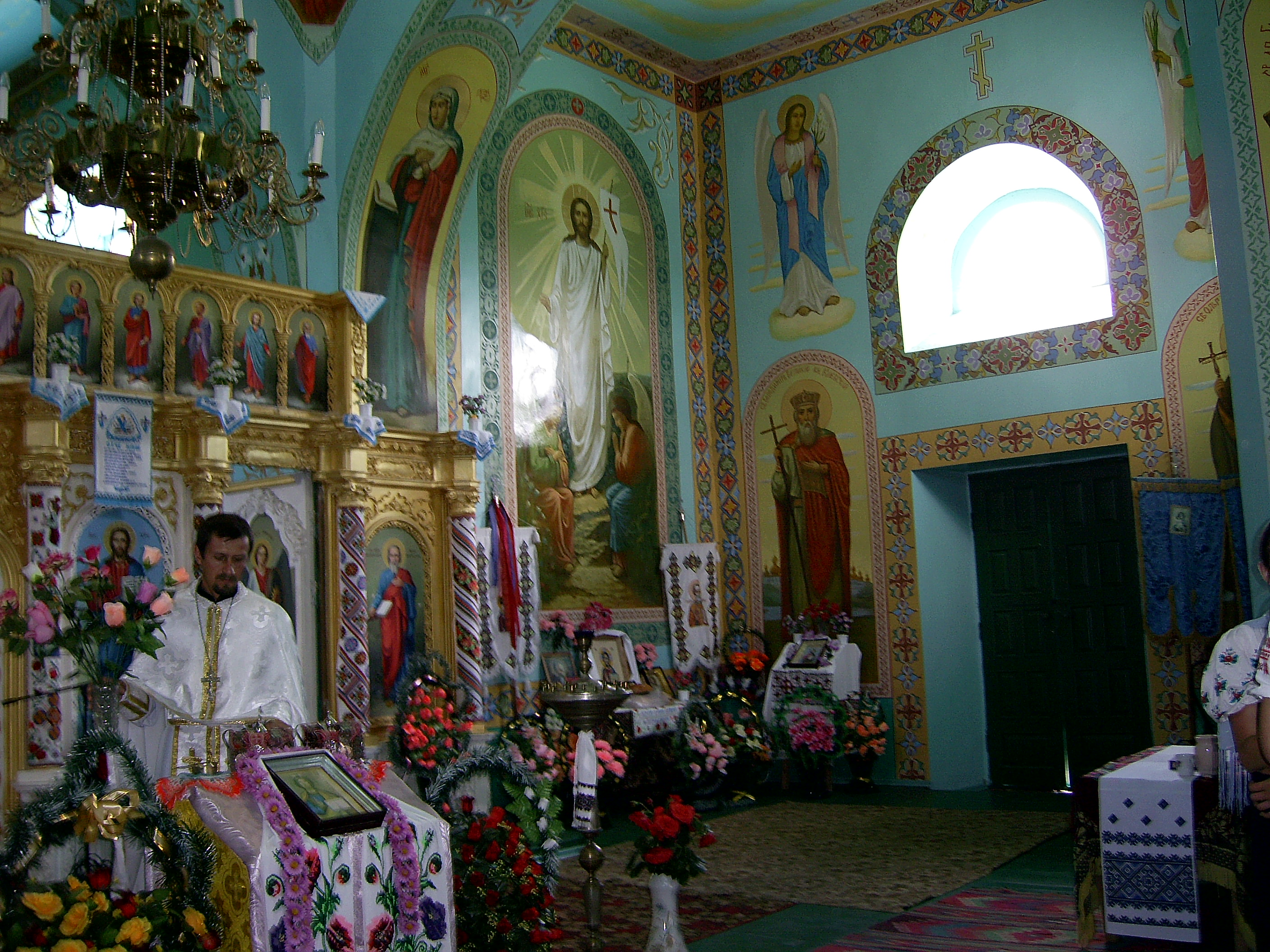
Храм Іонна Богослова
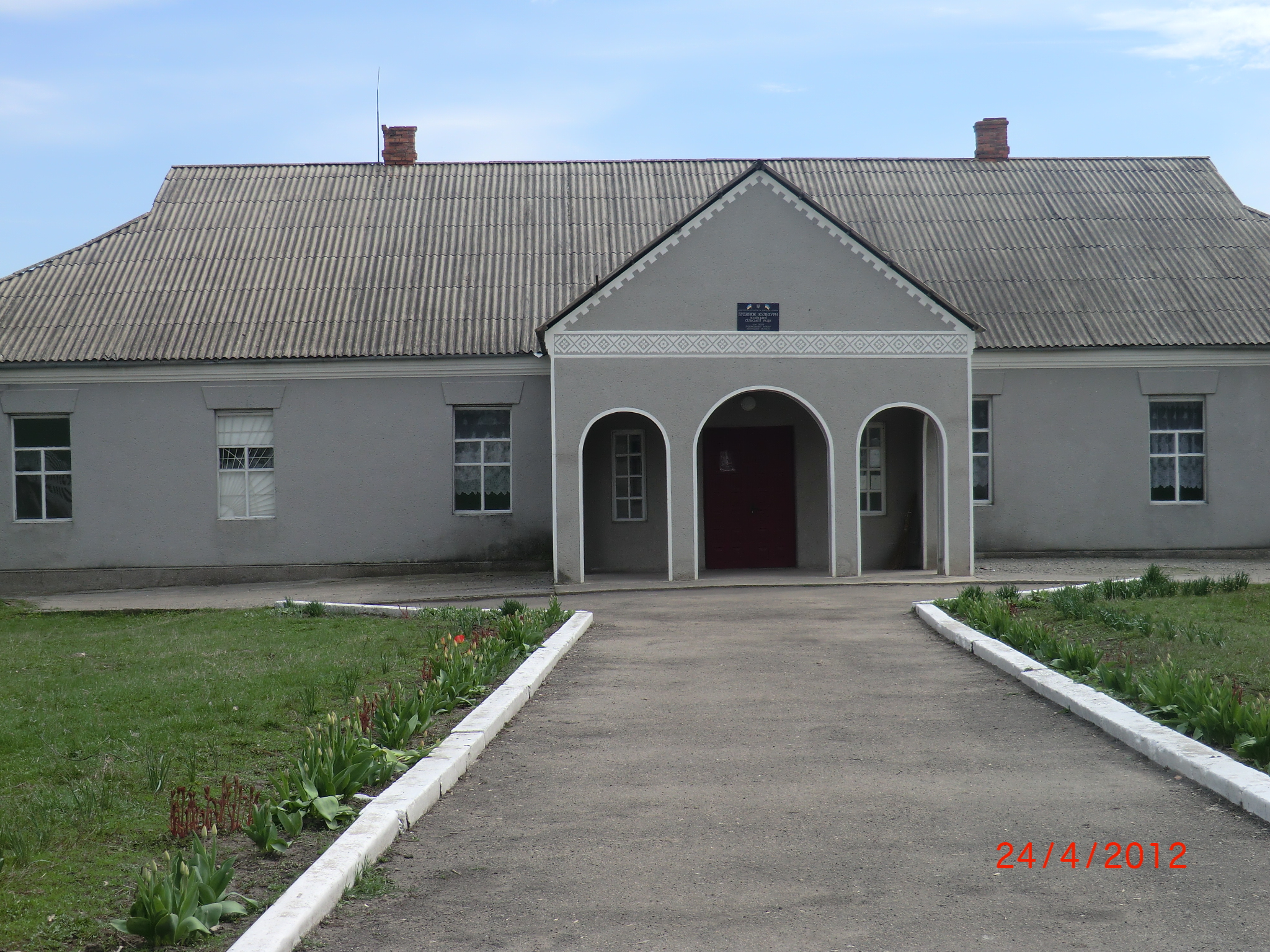
Будинок культури
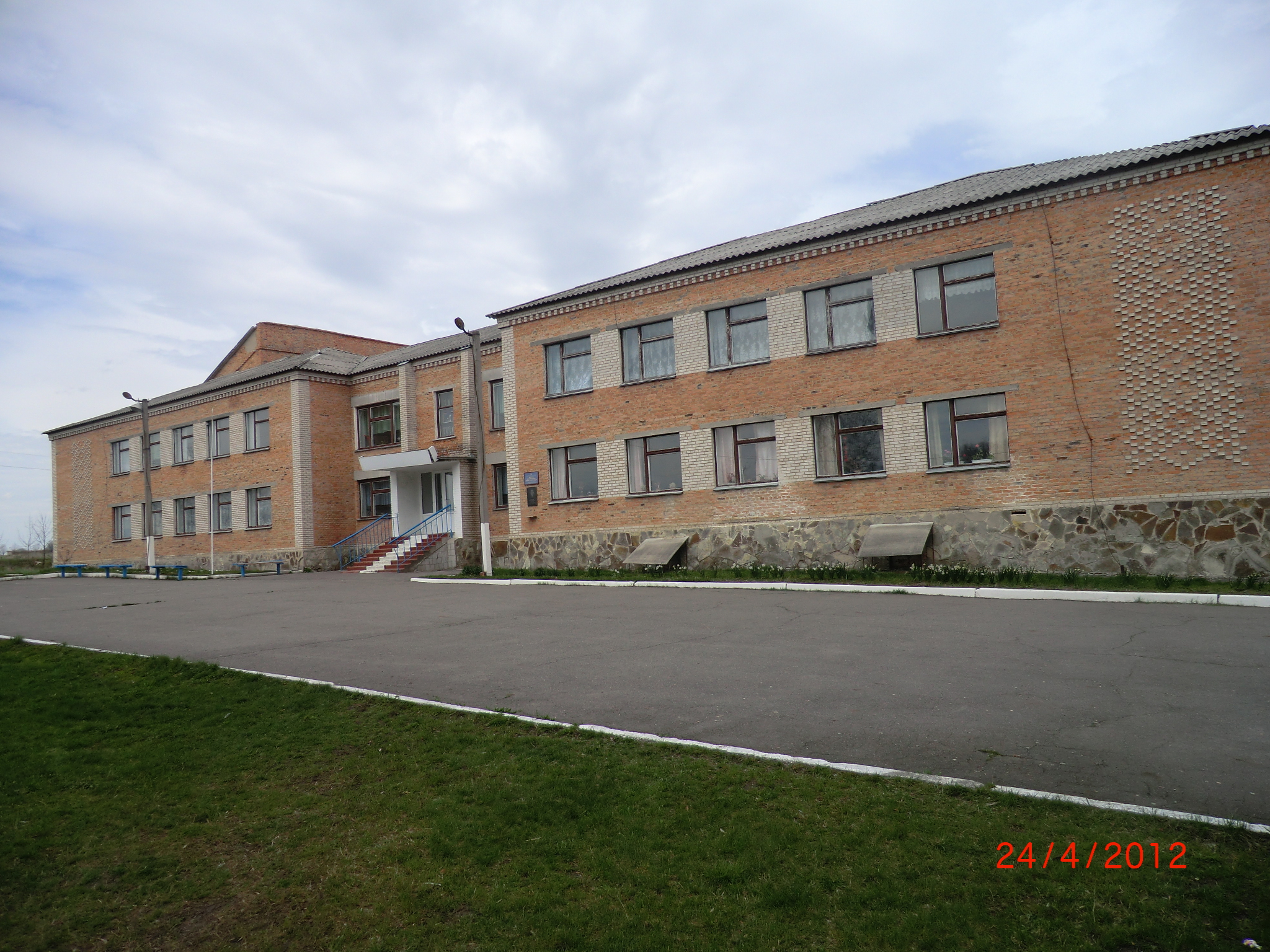
ЗОЗІВСЬКИЙ ЛІЦЕЙ ЛИПОВЕЦЬКОЇ МІСЬКОЇ РАДИ ВІННИЦЬКОЇ ОБЛАСТІ
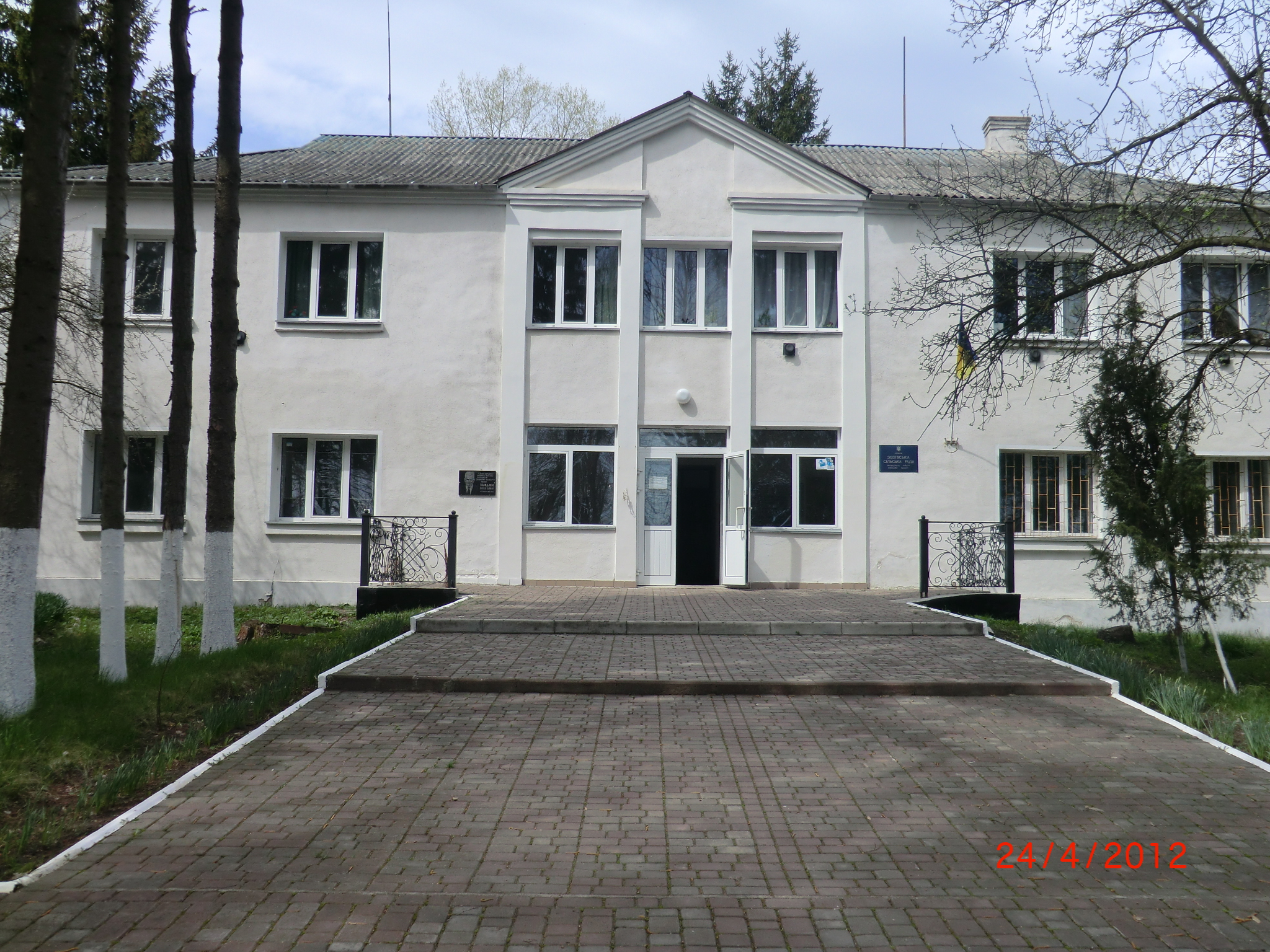
Старостинський округ

.